# Piotr Șitt
Piotr Șitt (în rusă Пётр Шитт; n. 1 august 1875, Chetriș, Județul Iași, gubernia Basarabia, Imperiul Rus – d. 31 ianuarie 1950, Moscova, RSFS Rusă, URSS) a fost un om de știință (cultivator de fructe) rus și sovietic. El a fost primul care a stabilit regularitățile creșterii și dezvoltării plantelor fructifere și a dezvoltat o metodologie de întreținere biologică a grădinilor. Lucrările sale științifice sunt, de asemenea, dedicate studiului soiurilor. El a stabilit natura ciclică a schimbărilor în ramurile scheletice și supraaglomerate din coroană, stratificarea ramurilor, paralelismul morfologic în culturile de fructe și fructe de pădure.
A fost distins cu titlul de „Om de știință onorat al RSFSR” (1946) și premiul Stalin de gradul III (1950, postum) „pentru dezvoltarea tehnologiei agricole avansate a culturii de caise, care a crescut semnificativ randamentul acestei culturi”.

## Biografie
S-a născut în satul Chetriș (acum în raionul Fălești, Republica Moldova) din județul Bălți, gubernia Basarabia (Imperiul Rus). În 1893 a absolvit Școala de grădinărit din Penza, în 1908, Universitatea Novorossiisk din Odesa, după care a lucrat mult timp în fermele de grădinărit din guberniile Podolia, Crimeea, Kursk și Voronej.
Din 1899 predă grădinăritul la o școală din Odesa. Începând cu 1908 a fost profesor la școala agricolă Bogorodițki, ulterior responsabil cu grădina pomologică a Universității din Varșovia.
Din 1911 predă pomicultura la Școala de Horticultură și Agricultură din Uman. În această perioadă sădește o livadă de plante fructifere exemplară, îmbunătățește parcurile și dezvoltă activități de cercetare.
A activat în toate ramurile horticulturii, a dezvoltat „Planul organizațional pentru cultivarea fructelor din grădina Țarițîn din Uman”, a adus o contribuție semnificativă la îmbunătățirea activității educaționale din ramura horticolă. A fost primul cultivator din Uman care a început studiul sistemului radicular și fiziologia nutriției pomilor fructiferi, a regularităților de creștere și a ciclicității dezvoltării ontogenetice, a pregătit o serie de lucrări care au fost publicate în revista Scientific Fruit Growing. 
Mai târziu a lucrat la stația experimentală agricolă din Ekaterinoslav. În 1920 a organizat Departamentul Cultivării Fructelor la Academia Agricolă din Moscova, pe care a condus-o până la sfârșitul vieții sale.
A murit pe 31 ianuarie 1950. A fost înmormântat în cimitirul Vagankovo..